# Surik

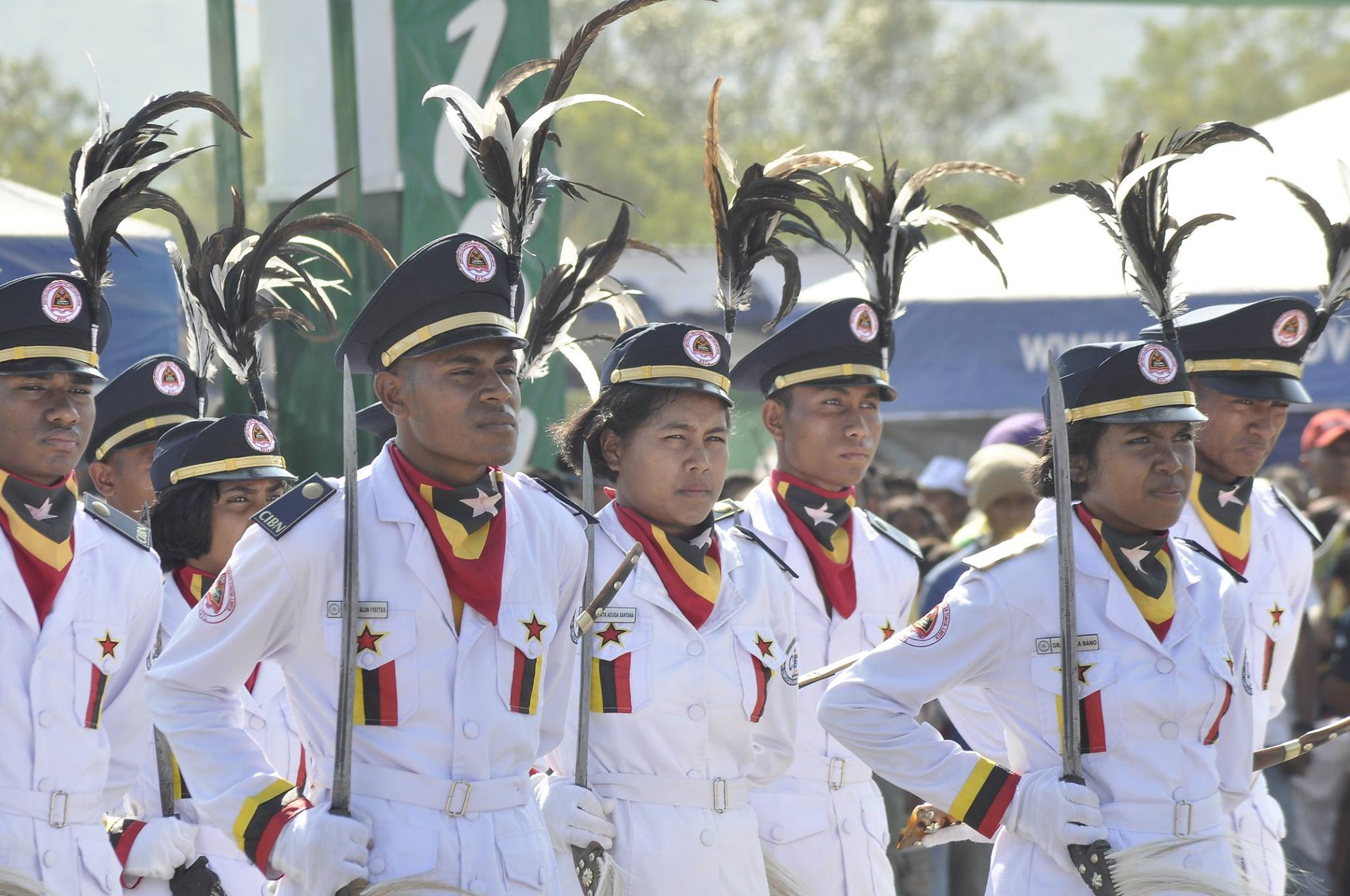
Soldados timorenses em traje de gala portando suriks

Surik é uma espada tradicional da ilha de Timor, partilhada como elemento cultural tanto de Timor-Leste como de Timor Ocidental, pertencente à Indonésia. Para os habitantes de Timor-Leste é um símbolo nacional que faz parte do brasão de armas nacional do país de 2002 a 2007, que continua a ser utilizado pelas Forças Armadas do país. 

## Uso contemporâneo
Na atualidade, os suriks fazem também parte de alguns trajes dos soldados das Forças de Defesa de Timor-Leste, especialmente para eventos militares e governamentais oficiais e protocolares. Eles também são presentes dados pelas autoridades timorenses a visitantes internacionais de alto escalão, como presidentes e líderes de organizações internacionais.

## Descrição

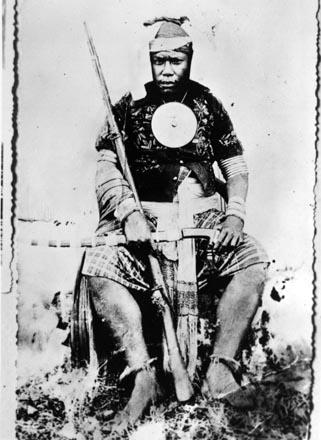
Boaventura da Costa posando com um surik

- O Surik Tipo 1: possui lâmina de gume único com coluna reta em formato de S no gume. A lâmina começa estreita no punho e se alarga em direção ao local. Pouco antes do local, a lâmina é bulbosa. O cabo geralmente é feito de chifre e possui duas elaborações em forma de chifre no punho. Uma braçadeira de metal é fixada na transição do cabo para a lâmina, que serve para melhor fixar a lâmina ao cabo. As bainhas são feitas de madeira e planas. Na área da cidade eles fizeram uma ligeira curva.
- O Surik Tipo 2: possui uma lâmina curva de um único gume. São utilizados exclusivamente em Timor Central pelos Meos, um grupo guerreiro específico. As lâminas eram muitas vezes de fabricação holandesa, portuguesa ou inglesa. No entanto, essas lâminas são encurtadas para serem ajustadas ao comprimento desejado. O cabo geralmente tem formato triangular e haste hexagonal ou octogonal. O cabo é geralmente feito de madeira e decorado com tufos de crina de cabra ou cavalo (pôneis timorenses). Na área central do livreto há um olho que tem fundo mitológico. As bainhas consistem em duas peças de madeira unidas por cordas de vime. Os espaços entre os envoltórios de rattan são frequentemente decorados com entalhes. A boca da bainha é sempre mais larga que a própria lâmina e possui uma borda na qual o cabo se encaixa com precisão. As bainhas são muito mais longas que as lâminas e terminam em uma extremidade grande e plana em forma de leque. Muitas vezes há furos nesta peça final nos quais tufos de cabelo podem ser inseridos, como no cabo.

